# Этносемиотика
Этносемиотика — междисциплинарная наука, исследующая свойства знаков и знаковых систем (знаковые процессы) различных этносов.

## История
Этносемиотика — молодая и быстро развивающаяся наука, в ней нет ещё общепризнанных обобщающих теорий. За рубежом, особенно в США, проводится большое количество отдельных конкретных исследовании в рамках этнографии (называемой там «культурной и социальной антропологией»). Широко были развернуты семиотические исследования в Польше и особенно в СССР; часто это очень ценные работы по частным вопросам, но без больших обобщений. Однако делались попытки создания и общих теорий.

## Предмет изучения этносемиотики
В целом предмет этносемиотики можно определить как изучение «неявного уровня» человеческой культуры. Даже когда отдельным объектом наблюдения для этносемиотики выступает что-либо вполне осязаемое — например, фольклорная свадебная песня или заговор, точка зрения семиотики на этот предмет отличается от точки зрения науки о фольклоре: семиотика изучает его как часть таких знаковых систем данного общества, смысл и роль которых самими членами общества не сознается.